# Pretend
Pretend è un singolo della cantante statunitense Tinashe, pubblicato nel 2014 ed estratto dal suo album di debutto Aquarius. Il brano è stato realizzato insieme al rapper ASAP Rocky.

## Tracce
- Download digitale

1. Pretend (featuring ASAP Rocky) – 3:52